# 東甲良村
東甲良村（ひがしこうらむら）は滋賀県犬上郡にあった村。現在の甲良町の東部にあたる。

## 地理
- 河川：犬上川

## 歴史
- 1889年（明治22年）4月1日 - 町村制の施行により、横関村・北落村・法養寺村・長寺村・金屋村・池寺村・正楽寺村の区域をもって発足。
- 1955年（昭和30年）4月1日 - 西甲良村と合併して甲良町が発足。同日東甲良村廃止。

## 交通

### 道路
現在は旧村域を名神高速道路が通過するが、当時は未開通。